# Bataille de Tabankort (2014)
Pour les articles homonymes, voir Bataille de Tabankort.
Guerre du Mali
Batailles
La première bataille de Tabankort a lieu du 19 au 22 juillet 2014 lors de la guerre du Mali. Elle oppose les groupes loyalistes de la Plateforme des mouvements du 14 juin 2014 d'Alger aux groupes rebelles de la Coordination des mouvements de l'Azawad.

## Prélude
Le 21 mai 2014, quelques heures après leur victoire lors de la troisième bataille de Kidal, les forces rebelles du MNLA, du HCUA et du MAA prennent la ville d'Anéfis, abandonnée par l'armée malienne.
Mais le 24 mai, des affrontements font au moins sept morts à Tabankort, une localité de la région de Gao située à une quarantaine de kilomètres au sud-ouest d'Anéfis. Les circonstances de ce combat sont peu connues. Dans un communiqué, le MNLA parle d'une embuscade tendue par des combattants MUJAO contre les « forces de l'azawad ». Selon les sources de RFI, il s'agit plutôt de violences inter-communautaires entre deux fractions du MAA, l'une plus proche du pouvoir malien et l'autre alliée au MNLA qui lui aurait apporté son soutien pendant l'affrontement,,,. Quelques jours plus tard, un nouveau combat éclate à Tabankort, le 2 juillet, entre des hommes du MNLA et une faction du MAA.
Finalement, le 11 juillet, les affrontements reprennent pour le contrôle de la ville d'Anéfis. Les combats opposent d'une part le MNLA, le HCUA et une fraction du MAA et d'autre part une alliance de groupes armés pro-Mali, avec une fraction loyaliste du MAA - composée d'Arabes de la tribu des Lam-Har - une milice de Touareg de la tribu des Imghad, et des Songhaï de la Coordination des Mouvements et Front patriotique de résistance (CM-FPR). 
Les forces loyalistes seraient dirigée par le général malien El Hadj Ag Gamou, un Touareg Imghad. Yoro Ould Daha commande de son côté l'aile militaire du MAA loyaliste dans les environs de Tarkint et Tabankort,, il est à la tête de 200 hommes. Quant aux troupes du MNLA, elles seraient commandées par Hassan Ag Fagaga.

## Déroulement
Le 19 juillet, les combats reprennent entre Anéfis et Bourem et en particulier dans les environs de Tabankort. Pour le MNLA, les affrontements ont lieu autour de trois localités : Tabankort, Akaskaza et Tabrichat.
Le 21 juillet, d'après le journal malien L'Indépendant, des hommes du MNLA ouvrent le feu sur un campement d'Arabes nomades près de Tabankort, une femme aurait été tuée et deux autres blessées ainsi qu'un enfant. Les trois blessés auraient ensuite été évacués par la MINUSMA.
Les deux camps revendiquent la victoire, selon la presse malienne les rebelles se sont repliés sur Kidal. De son côté, le MNLA affirme que la MINUSMA est intervenue au moment où les forces rebelles s'apprêtaient à « lancer la dernière offensive contre les milices retirées à Tabankort ».

## Pertes
Dans son premier communiqué, le MNLA revendique plusieurs dizaines de morts et des prisonniers du côté de ses adversaires, il n'indique cependant pas ses pertes.
La presse malienne évoque quant à elle plusieurs dizaines de morts dans les deux camps,,. Selon un bilan fourni par des journalistes maliens et non confirmé, il y aurait une dizaine de tués et 35 blessés, dont 25 grièvement, du côté du MNLA contre 6 morts et 15 blessés chez les tribus Lamhar arabes.

## Suites
Sid’Amar Ould Daha, dit « Yoro Ould Daha », commandant du MAA loyaliste pour les environs de Tarkint et Tabankort est arrêté par les Français la nuit du 28 au 29 juillet 2014 à Gao. Ancien chef de la brigade de sécurité du MUJAO dans cette ville, il avait rejoint le MAA après l'intervention française en 2013,,,. Remis aux autorités maliennes, il est cependant relâché par la gendarmerie malienne le 8 août. Yoro Ould Daha accuse ensuite l'armée française de prendre le parti du MNLA.
Une autre escarmouche aurait eu lieu le 31 juillet à Ersane, près d'Anéfis. Le MAA loyaliste aurait fait quelques morts et huit prisonniers sur ses adversaires.